# Egilmar I de Oldemburgo
Egilmar I (1040-1112) también conocido como Elimar I, fue el primer conde de Oldemburgo y reinó entre 1101 y 1108. 

## Vida y familia
Egilmar se casó con Rixa (también conocida como Rikissa y Richenza, esto es, Riquilda), quien según los anales de Stade fue la hija de Dedi o Adalger.
El nombre de Egilmar/Elimar se encuentra en una carta que data de 1108. Su esposa pretendía descender de Viduquindo, un notable defensor de los sajones y el principal oponente de Carlomagno durante las guerras sajonas de 777 a 785, pero no hay otra evidencia de esto.
Egilmar es el antepasado patrilineal de la Casa de Oldemburgo, que han gobernado como monarcas de Dinamarca de forma continua desde 1448, y también como condes, duques, reyes, o emperadores de Noruega, Suecia, Rusia, Oldemburgo, Schleswig-Holstein, Lauemburgo, y Grecia. Entre los descendientes patrilineales de Egilmar se incluyen Margarita II de Dinamarca, Harald V de Noruega, Constantino II de Grecia, María Vladímirovna Románova, Carlos III del Reino Unido, Sofía de Grecia y Cristóbal de Schleswig-Holstein, el actual descendiente mayor de Egilmar por línea masculina.
A Egilmar le sucedió su hijo Egilmar II.